# Расцвет мисс Джин Броди (фильм)
«Расцвет мисс Джин Броди» (иногда «Мисс Джин Броди в расцвете лет», англ. The Prime of Miss Jean Brodie) — фильм режиссёра Рональда Нима, Великобритания, 1969 год. Драма на основе одноимённого романа Мюриэл Сары Спарк. За год до экранизации роман был инсценирован на Бродвее. Исполнительница главной роли Мэгги Смит получила премию «Оскар» за лучшую женскую роль. Работа режиссёра была номинирована на Золотую пальмовую ветвь на Каннском кинофестивале. Рекламный слоган к премьере фильма в Великобритании: «На смену одной Джин Броди придёт целое поколение таких же, экспериментирующих с сексом, с обществом, абсолютно со всем».

## Сюжет
Эдинбург, Шотландия, 1930-е годы. Джин Броди — учительница с достаточно неформальными методами воспитания в частной школе для девочек. Особо она выделяет четырёх воспитанниц: Сенди, Монику, Дженни и Мэри МакГрегор. Они вместе часто посещают музеи, концерты, устраивают пикники, чрезвычайно откровенно беседуют на любые темы. Директриса мисс Макей считает, что такое воспитание и общение слишком необычно и всё это происходит в ущерб учёбе. Её поддерживают и другие наставницы школы с консервативными устоями. Тем более, что Джин Броди известна взглядами, которые излишне героизируют лидеров набирающего силу фашизма.
Иногда Джин Броди проводит ночи вместе с учителем музыки Гордоном Лоутером (что якобы тщательно скрывается от воспитанниц). Он предлагает Джин выйти за него замуж, но она отказывает, сохраняя любовь к уже женатому Тедди Ллойду, тоже учителю этой школы. Постепенно мисс Броди теряет и Гордона Лоутера. Он и учительница химии мисс Лоухарт (единственная в школе, кто одобряет методы воспитания Джин) объявляют о помолвке.
Идёт время, девочки переходят в старшие классы. Не имея возможности открыто любить Ллойда, Броди манипулирует девушками, пытаясь вынудить Дженни завести роман с учителем. Роль же соглядатая она отдаёт Сенди, но интрига не срабатывает, и именно у Сенди возникают романтические отношения с Тедди Ллойдом.
Мэри МакГрегор под влиянием идей мисс Броди отправляется в Испанию. Она мечтает присоединиться к своему брату, сражающемуся, по её мнению, на стороне Франко. Девушка гибнет сразу после пересечения границы Испании. Узнав это, Сенди открыто обвиняет мисс Броди в преступлении, которое выражено в манипуляциях идеалами девочек-подростков и привело к гибели одной из них. Кроме того, выясняется, что брат Мэри МакГрегор выступает на стороне республиканцев. Идеализируемая ранее наставница развенчана. После эмоционального противостояния и разрыва с ней Сенди покидает школу. За кадром слышен голос мисс Броди: «Дайте мне девочку в самом впечатлительном возрасте, и она станет моей на всю жизнь».

## В ролях
- Мэгги Смит — Джин Броди, учительница частной школы;
- Селия Джонсон — Мисс Макей, директор школы;
- Роберт Стивенс — Тедди Ллойд, учитель рисования;
- Рона Андерсон — Мисс Локхарт, учитель химии;
- Гордон Джексон — Гордон Лоутер, учитель музыки;
- Кружок Броди:
  - Памела Франклин — Сенди;
  - Диана Грейсон — Дженни;
  - Джейн Карр — Мэри МакГрегор;
  - Ширли Стидман — Моника.

## Награды
- 1969 год: номинация на премию Золотая пальмовая ветвь — Рональд Ним.
- 1970 год: Премия «Оскар» за лучшую женскую роль — Мэгги Смит.
- 1970 год: Премия BAFTA за лучшую женскую роль — Мэгги Смит.
- 1970 год: Премия BAFTA за лучшую женскую роль второго плана — Селия Джонсон.
- 1970 год: «Золотой глобус» за лучшую песню к кинофильму.
- 1970 год: номинация на премию «Оскар» за лучшую песню к кинофильму.

Кроме того, в разные годы получено ещё 5 премий и номинаций.

## Критика
- «Игра Мэгги Смит — это триумф. Остальные исполнители тоже демонстрируют отличную игру, включая Роберта Стивенса, учителя рисования, Памелы Франклин, загадочно-взрослого ребёнка, в конечном итоге предающего Смит, Гордона Джексона, выразительного, но слабого персонажа, учителя музыки. А Селия Джонсон в роли директрисы и основного противника [Смит] открывается просто великолепно»[4].

- «Сейчас образ эксцентричного, ниспровергающего устои учителя становится кинематографическим клише… Это не относится к Джин Броди, потому что Смит делает из неё природную стихию, которой нельзя помочь, но можно лишь наблюдать…»[5]

## Роман, пьеса, кинофильм
Между тремя художественными произведениями существуют некоторые различия. Сценарист Джей Аллен для адаптации удалила из романа часть богословских линий и рассуждений автора, усилив любовную, романтическую линию. В пьесе количество девочек «кружка Броди» уменьшилось с шести до четырёх. Образ Дженни вобрал двух школьниц — Дженни и Роуз. В романе именно чувствами Роуз пыталась манипулировать Джин Броди, чтобы отправить в объятия Ллойда. В сценарии опущены эпизоды, где Сенди показана монахиней, удалившейся от мира.
В 1979 году была создана телевизионная адаптация романа и кинофильма, состоящая из 7 серий. В телевизионный фильм было добавлено несколько сюжетных линий, например, конфликт Джин Броди с отцом одного из студентов, коммунистом, бежавшим от итальянского фашизма.
- Некоторые сложности при съёмках сцен в классной комнате вызвала расстановка парт и регулировка их по высоте, чтобы «девочки» выглядели на свой двенадцатилетний возраст и соответствующий рост. При этом одна из «школьниц» была уже 25-летней матерью.
- Роберт Стивенс и Мэгги Смит на момент съёмок фильма были мужем и женой[7], Гордон Джексон и Рона Андерсон — тоже[8]. На съёмочной площадке Рональд Ним «перетасовал» романтические взаимоотношения персонажей и их исполнителей точно наоборот.